# Orthia nexa
Orthia nexa är en fjärilsart som beskrevs av Jean Baptiste Boisduval 1875. Orthia nexa ingår i släktet Orthia och familjen nattflyn. Inga underarter finns listade i Catalogue of Life.